# Городок 11-а
Городок 11-а — упразднённый посёлок находившийся Курчатовского района Челябинского горсовета. В 1979 году включен в состав города Челябинск и исключен из учётных данных.

## География
Расположен в северо-западной части города Челябинска, в 1 км к юго-востоку от станции Шагол.

## История
Указом ПВС РСФСР от 3.12.1979 года посёлок Городок 11-а включен в состав города Челябинск.

## Население
| 1970 | 1977 |
| ---- | ---- |
| 309  | ↗319 |